# Вишняков, Иван Фёдорович
Иван Фёдорович Вишняков (21 октября 1939, д. Крутые Хутора, Липецкий район, Воронежская область, РСФСР, СССР — 1 января 2000, Россия) — советский и российский учёный в области ветеринарной вирусологии, доктор ветеринарных наук (1988), член-корреспондент РАСХН (1993).

## Биография
Родился в с. Крутые Хутора Липецкого района Воронежской (ныне в составе Липецкой) области. Окончил Московскую ветеринарную академию (1962) и её аспирантуру (1964—1967). Первое время работал там же старшим научным сотрудником лаборатории новейших методов исследования (1967—1968).
С 1968 г. младший, в 1971—1972 старший научный сотрудник ВНИИ ветеринарной вирусологии и микробиологии (ВНИИВВиМ). В 1972—1974 гг. старший ветеринарный врач-вирусолог Советской ветеринарной лаборатории в Республике Афганистан (1972—1974).
С 1974 г. снова работал во ВНИИВВиМ: старший научный сотрудник (1974—1977), заведующий лабораторией диагностики (1977—1986), одновременно заместитель директора по научной работе (1979—1990), директор (1990—1999).
Доктор ветеринарных наук (1988), профессор (1989), член-корреспондент РАСХН (1993).
Разработал и внедрил комплекс средств и методов диагностики особо опасных вирусных болезней. Предложил средства диагностики и специфической профилактики классической чумы свиней.
Инициатор применения методов диагностики особо опасных и экзотических болезней животных на основе люминесцирующих сывороток, эритроцитарных диагностикумов, радиоиммунного и иммуноферментного анализа, моноклональных антител, анализа генома возбудителя.
Заслуженный деятель науки Российской Федерации. Лауреат Государственной премии Российской Федерации (1998), премии Совета Министров СССР (1984). Награждён орденом «Знак Почёта» (1979), медалями СССР и ВДНХ.
Получил 42 авторских свидетельства и 26 патентов на изобретения. Книги:
- Вирусные болезни кроликов / соавт.: А. А. Шевченко и др. — Покров, 1997. — 82 с.
- Краткий справочник по инфекционным болезням домашних птиц / соавт.: Н. А. Лагуткин и др. — Покров, 1997. — 39 с.